# Festival di Cannes 1958
L'11ª edizione del Festival di Cannes si è svolta a Cannes dal 2 al 18 maggio 1958.
La giuria presieduta dallo scrittore francese Marcel Achard ha assegnato la Palma d'oro per il miglior film a Quando volano le cicogne di Mikhail Kalatozov.
Il cinema francese non è mai stato così poco rappresentato come in questa edizione.
Il critico dei Cahiers du Cinéma François Truffaut ha attaccato così violentemente l'organizzazione del Festival, giudicandola troppo elitaria, incapace di promuovere il meglio del cinema internazionale ed essere al passo delle nuove tendenze, al punto da essere bandito dal Festival. Sarà "perdonato" l'anno successivo quando presenterà in concorso il proprio film d'esordio, I quattrocento colpi, vincendo il premio per la miglior regia.

## Selezione ufficiale

### Concorso
- Pardesi, regia di Khwaja Ahmad Abbas e Vasili Pronin (India/Unione Sovietica)
- Ordine di uccidere (Orders to Kill), regia di Anthony Asquith (Gran Bretagna)
- I giorni dell'amore (Goha), regia di Jacques Baratier (Francia)
- Ho giurato di ucciderti (La venganza), regia di Juan Antonio Bardem (Spagna)
- Alle soglie della vita (Nära livet), regia di Ingmar Bergman (Svezia)
- Giovani mariti, regia di Mauro Bolognini (Italia)
- Karamazov (The Brothers Karamazov), regia di Richard Brooks (USA)
- Zizkovská romance, regia di Zbyněk Brynych (Cecoslovacchia)
- To teleftaio psema, regia di Michael Cacoyannis (Grecia)
- I cardi della pianura (Ciulinii Baraganului), regia di Louis Daquin e Gheorghe Vitanidis (Romania/Francia)
- La caleta olvidada, regia di Bruno Gebel (Cile)
- L'uomo di paglia, regia di Pietro Germi (Italia)
- Vasvirág, regia di János Herskó (Ungheria)
- Das Wirtshaus im Spessart, regia di Kurt Hoffmann (Germania)
- Quando volano le cicogne (Letyat zhuravli), regia di Mikhail Kalatozov (Unione Sovietica)
- Desiderio sotto gli olmi (Desire Under the Elms), regia di Delbert Mann (USA)
- Sissi - Il destino di un'imperatrice (Sissi - Schicksalsjahre einer Kaiserin), regia di Ernst Marischka (Austria)
- Parash Pathar, regia di Satyajit Ray (India)
- La lunga estate calda (The Long Hot Summer), regia di Martin Ritt (USA)
- Ni liv, regia di Arne Skouen (Norvegia)
- Rosaura a las 10, regia di Mario Soffici (Argentina)
- La freccia e il leopardo (En Djungelsaga), regia di Arne Sucksdorff (Svezia)
- Visages de bronze, regia di Bernard Taisant (Svizzera)
- Mio zio (Mon oncle), regia di Jacques Tati (Francia/Italia)
- Yukiguni, regia di Shirô Toyoda (Giappone)
- L'Eau vive, regia di François Villiers (Francia)

### Fuori concorso
- Gigi, regia di Vincente Minnelli (USA)

## Giuria
- Marcel Achard, scrittore (Francia) - presidente
- Tomiko Asabuki, giornalista (Giappone)
- Bernard Buffet, artista (Francia)
- Jean de Baroncelli, critico (Francia)
- Helmut Käutner, regista (Germania)
- Dudley Leslie, giornalista (Gran Bretagna)
- Madeleine Robinson, attrice (Francia)
- Ladislao Vajda, regista (Spagna)
- Charles Vidor, regista (USA)
- Sergej Jutkevič, regista (Unione Sovietica)
- Cesare Zavattini, scrittore (Italia)

## Palmarès
- Palma d'oro: Quando volano le cicogne (Letyat zhuravli), regia di Mikhail Kalatozov (Unione Sovietica)
- Prix spécial du Jury: Mio zio (Mon oncle), regia di Jacques Tati (Francia/Italia)
- Prix de la mise en scène: Ingmar Bergman - Alle soglie della vita (Nära livet) (Svezia)
- Prix collectif d'interprétation féminine: Bibi Andersson, Eva Dahlbeck, Barbro Hiort Af Ornas e Ingrid Thulin - Alle soglie della vita (Nära livet), regia di Ingmar Bergman (Svezia)
- Prix d'interprétation masculine: Paul Newman - La lunga estate calda (The Long Hot Summer), regia di Martin Ritt (USA)
- Prix du scénario original: Pier Paolo Pasolini, Massimo Franciosa e Pasquale Festa Campanile - Giovani mariti, regia di Mauro Bolognini (Italia)